# Liste des gouverneurs du Canada avant la Confédération
Liste des gouverneurs des différentes entités historiques qui forment aujourd'hui le Canada, avant leur entrée éventuelle dans la Confédération canadienne.

## Administration militaire britannique (1760à1764)
| Nom du gouverneur | De               | À            |
| ----------------- | ---------------- | ------------ |
| Jeffrey Amherst   | 8 septembre 1760 | Octobre 1763 |
| Thomas Gage       | Octobre 1763     | 10 août 1764 |

## Province de Québec(1764à1791)
| Nom du gouverneur            | De              | À                | Remplacement                                                               | De              | À                 |
| ---------------------------- | --------------- | ---------------- | -------------------------------------------------------------------------- | --------------- | ----------------- |
| James Murray                 | 10 août 1764    | 12 avril 1768    | Paulus A. Irving (administrateur)                                          | 30 juin 1766    | 24 septembre 1766 |
|                              |                 |                  | Guy Carleton (lieutenant-gouverneur, prend son poste le 24 septembre 1766) | 7 avril 1766    | 12 avril 1768     |
| Guy Carleton (première fois) | 28 octobre 1768 | 27 juin 1778     | Hector T. Cramahé (administrateur, puis lieutenant-gouverneur)             | 9 août 1770     | Septembre 1774    |
| Frederick Haldimand          | 27 juin 1778    | 22 avril 1786    | Henry Hamilton (lieutenant-gouverneur)                                     | Novembre 1784   | 2 novembre 1785   |
|                              |                 |                  | Henry Hope (lieutenant-gouverneur)                                         | 2 novembre 1785 | 22 avril 1786     |
| Guy Carleton (deuxième fois) | 22 avril 1786   | 26 décembre 1791 | Alured Clarke (lieutenant-gouverneur)                                      | 19 août 1791    | 26 décembre 1791  |

## Cap-Breton(1784à1820)
| Nom du gouverneur                 | De   | À    |
| --------------------------------- | ---- | ---- |
| Joseph Frederick Wallet DesBarres | 1784 | 1787 |
| William Macarmick                 | 1787 | 1815 |
| George Robert Ainslie             | 1815 | 1820 |

## Bas-Canada(1791à1841)
| Nom du gouverneur                                                              | De                | À                 | Remplacement                                     | De                | À                 |
| ------------------------------------------------------------------------------ | ----------------- | ----------------- | ------------------------------------------------ | ----------------- | ----------------- |
| Guy Carleton, baron Dorchester                                                 | 26 décembre 1791  | 15 décembre 1796  | Alured Clarke (lieutenant-gouverneur)            | 26 décembre 1791  | 24 septembre 1793 |
| Robert Prescott (intérimaire jusqu'au 27 avril 1797)                           | 15 décembre 1796  | 29 août 1807      | Robert Shore Milnes (lieutenant-gouverneur)      | 30 juillet 1799   | 12 août 1805      |
|                                                                                |                   |                   | Thomas Dunn (administrateur)                     | 12 août 1805      | 29 août 1807      |
| Thomas Dunn (administrateur intérimaire)                                       | 29 août 1807      | 24 octobre 1807   |                                                  |                   |                   |
| James Henry Craig                                                              | 24 octobre 1807   | 19 juin 1811      |                                                  |                   |                   |
| Thomas Dunn (administrateur intérimaire)                                       | 19 juin 1811      | 14 septembre 1811 |                                                  |                   |                   |
| George Prevost                                                                 | 14 septembre 1811 | 4 avril 1815      |                                                  |                   |                   |
| Gordon Drummond (administrateur intérimaire)                                   | 4 avril 1815      | 21 mai 1816       |                                                  |                   |                   |
| John Wilson (administrateur intérimaire)                                       | 21 mai 1816       | 12 juillet 1816   |                                                  |                   |                   |
| John Coape Sherbrooke                                                          | 12 juillet 1816   | 30 juillet 1818   |                                                  |                   |                   |
| Charles Lennox, duc de Richmond                                                | 30 juillet 1818   | 28 août 1819      |                                                  |                   |                   |
| George Ramsay, comte de Dalhousie                                              | 28 août 1819      | 8 septembre 1828  | Francis Nathaniel Burton (lieutenant-gouverneur) | 7 juin 1824       | septembre 1825    |
| James Kempt (lieutenant-gouverneur en titre, mais gouverneur général de facto) | 8 septembre 1828  | 20 octobre 1830   |                                                  |                   |                   |
| Matthew Whitworth-Aylmer, baron Aylmer (intérimaire jusqu'au 4 février 1831)   | 20 octobre 1830   | 24 août 1835      |                                                  |                   |                   |
| Archibald Acheson, comte de Gosford                                            | 24 août 1835      | 30 mars 1838      |                                                  |                   |                   |
| John Colborne (intérimaire)                                                    | 30 mars 1838      | 29 mai 1838       |                                                  |                   |                   |
| John George Lambton, comte de Durham                                           | 29 mai 1838       | 17 janvier 1839   | John Colborne                                    | 1er novembre 1838 | 17 janvier 1839   |
| John Colborne                                                                  | 17 janvier 1839   | 19 octobre 1839   |                                                  |                   |                   |
| Charles Edward Poulett Thomson, baron Sydenham                                 | 19 octobre 1839   | 5 février 1841    |                                                  |                   |                   |

## Province du Canada(1841à1867)
| Nom du gouverneur                                                               | De                | À                 |
| ------------------------------------------------------------------------------- | ----------------- | ----------------- |
| Charles Edward Poulett Thomson, baron Sydenham                                  | 5 février 1841    | 19 septembre 1841 |
| Sir Richard Downes Jackson (intérimaire)                                        | 19 septembre 1841 | 12 janvier 1842   |
| Sir Charles Bagot                                                               | 12 janvier 1842   | 19 mai 1843       |
| Charles Theophilus Metcalfe                                                     | 30 mai 1843       | 26 novembre 1845  |
| Charles Murray Cathcart, comte de Cathcart (intérimaire jusqu'au 24 avril 1846) | 26 novembre 1845  | 30 janvier 1847   |
| James Bruce (8e comte d'Elgin)                                                  | 30 janvier 1847   | 19 décembre 1854  |
| Sir Edmund Walker Head                                                          | 19 décembre 1854  | 25 octobre 1861   |
| Charles Stanley Monck                                                           | 25 octobre 1861   | 30 juin 1867      |